# Pontelly István Károly
Pontelly István Károly (Esztergom, 1840. február 29. – Szabadfalu, 1898. október 7.) bencés szerzetes, tanár, római katolikus plébános.

## Élete
Előbb a Szent Benedek-rend tagja volt és 1863. március 12-én szentelték föl. 1863-64-ben az esztergomi, majd a kőszegi gimnázium tanára volt, 1874-ben mint világi pap a csanádi püspökmegyébe vétette föl magát és Szegeden négy évig volt segédlelkész; 1878-tól főgimnáziumi tanár Temesvárt, egyszersmind az ottani régészeti és történelmi társulat titkára és a délvidéki magyar mozgalmak egyik legbuzgóbb harcosa volt 1889. július 9-ig; ekkor Szabadfalura (Temes vármegye) ment adminisztrátornak és ugyanott plébános is volt, ahol 1898 októberében meghalt.

## Írásai
Cikkei a temesvári Régészeti és tört. Értesítőben (VII. 1881. A barlangok képződése, tekintettel a «Szalkay»-barlang kiválóbb cseppköves képződményeire, VIII. 1882. Tószegi neolith lelettárgyak, 1886. Az országos régészeti és embertani társulat 1885. évi budapesti közülése, Római vagy arab emlékek-e a délmagyarországi párhuzamos régi műsánczvonalak?). A temesvári Havi Közlönynek is munkatársa volt.

## Munkái
- Szent István első és apostoli magyar királynak nemzet- és honmentő vallási és politikai érdemei. Országos ünnepén 1878-ban Makón egyházi beszédben feltüntetve. Szeged, 1879
- A temesvári magyarnyelv terjesztő egyesület feladatai. Temesvár, 1883
- A délmagyarországi történelmi és régészeti társulat 13 éves működésének vázlata. Uo. 1884

Szerkesztette a Történelmi és Régészeti Értesítőt 1880-87-ig Temesvárt.